# Dżajawarman II
Dżajawarman II (ur. ok. 770  – zm. 850)- założyciel królestwa Angkoru (państwo Khmerów) w Kambodży, panujący w latach 802 – 850. 

## Życiorys
Odparł atak Czamów i zjednoczył państwa Czenli. Wszyscy późniejsi władcy Angkoru swoje prawa do tronu uzasadniali pochodzeniem od Dżajawarmana II, jednak w praktyce owa zasada nie była przestrzegana. W niektórych przypadkach dla udowodnienia ciągłości dynastycznej wystarczało przejęcie haremu po zmarłym lub usuniętym władcy.
Wybudował nową stolicę, która otrzymała nazwę Hariharalaja (stara nazywała się Indrapura). Po rozszerzeniu granic królestwa założył kolejną w Amendrapurze. Ustanowił kult dewaradży (króla-boga) rozpoczynając ok. 819 roku budowę jego ośrodka w mieście Mahendra, na wzgórzu Phnom Kulen na obszarze przyszłego Angkor Wat. Przyjął tytuł maharadży (władcy wszechświata), wypowiadając tym samym posłuszeństwo królowi Jawy i kładąc kres wasalnej zależności Kambodży. Zmarł w Hariharalajanie (dzisiejszy Roluos) w 850 r. Otrzymał pośmiertne imię Parameśwara.
Przetrwało kilka świątyń zbudowanych przez Dżajawarmana II, które obecnie są w bardzo złym stanie.
Jego następcą został jego syn Dżajawarman III.